# 輪［妹］姦 -傷モノの妹-
『輪［妹］姦 -傷モノの妹-』は、2005年8月12日にRaSeNより発売された日本の18禁妹輪姦調教アドベンチャーゲーム。
『傷モノの学園シリーズ』の第4作目。

## ゲームシステム
嫉妬を題材とした愛憎劇を描いた本作は、嫉妬心を抱いた少女が周囲の男子を唆して自分の妹を輪姦・調教するように仕向けるさまを描いたアダルトゲームであり、物語は姉と妹の視点が織り交ぜられる形で進行する。
また、本作のもう一つのテーマは輪姦であり、Hシーンのシチュエーションはすべて輪姦で統一されているほか、妹の調教の状況や条件はツリー状に視覚化されている。

## あらすじ
梗嶺学園に通う橘姉妹の2人は生徒会長である先輩の天草時継に憧れていたが、天草は妹の紗雪に告白をして付き合い始めてしまう。かねてより紗雪に憎しみを抱いていた姉のつばめはその事態を受け入れられず、吉野の進めもあり紗雪をレイプして心を折り天草との仲を引き裂くことを目論む。

## 登場人物
橘 紗雪
声：芹園みや
つばめの双子の妹で、姉の差し金で徳川兄弟とその仲間達に輪姦され続ける過酷な日々を過ごす。姉ほど努力家でなく、優秀でもないが、何事にも真剣に取り組むために周りから愛されやすい性格をしており、自覚はしていないがその点が幼い頃より姉の嫉妬と顰蹙を買っていた。
橘 つばめ
声：北都南
紗雪の双子の姉で、生徒会副会長。表面的には紗雪との仲は良いように見せているものの、幼い頃より勉強も運動でも自分より劣るものの、周りからいつも愛される紗雪に対して劣等感と憎悪を感じてきた。
柳生 衛
声：井村屋さくら
おっとりとした性格の紗雪の親友。レイプされてからの元気の無い紗雪を心配している。
吉野 進太朗
生徒会の会計。頭の回転が速く、冷酷な心を持っている。つばめの黒くドロドロとした心情に惹かれており、それを垣間見るために紗雪のレイプを指揮するが、吉野自身はレイプ行為には参加しない。
徳川 晃
昇の双子の兄で、内申のためだけに生徒会の役員をしている。人生は女とヤルためにあるという持論を持っている。紗雪のレイプの主犯格。
徳川 昇
晃の双子の弟で、兄と同じく内申のためだけに生徒会の役員をしている。兄と共に普段からパーティーの名を冠した輪姦に勤しんでいる。紗雪のレイプの主犯格。
天草 時継
梗嶺学園の生徒会長。容姿端麗で性格も申し分のない模範生であり、橘姉妹の憧れの人。彼が紗雪に告白をしたのをきっかけに紗雪にとって過酷な日々が始まる。

## スタッフ
- シナリオ：有島悠也
- 原画：浅賀葵

## DVDPG
輪［妹］姦 -傷モノの妹- DVDPG
発売日：2006年12月21日 / 品番：NEX010PG